# Guiyu oneiros
Guiyu és un gènere extint de peixos ossis, i el més antic conegut. Va viure durant el Silurià tardà (fa 419 milions d'anys) a la Xina. El fòssil fou extret de la pedra calcària fangosa de la formació Kuanti en la província de Yunnan, al sud-est de la Xina. El peix fòssil fa 26 cm de llarg i 11 cm d'ample, i el seu esquelet està molt ben preservat.
Aquest espècimen té una combinació de característiques, tant dels Actinopterigis com dels Sarcopterigis, però les anàlisis de la totalitat dels seus caràcters, el situen més proper als sarcopterigis.

## Nom
Guiyu prové del mandarí 鬼鱼 guǐyú «peix fantasma». El nom específic oneiros prové del grec ὄνειρος «somni».